# Penisola di Teke

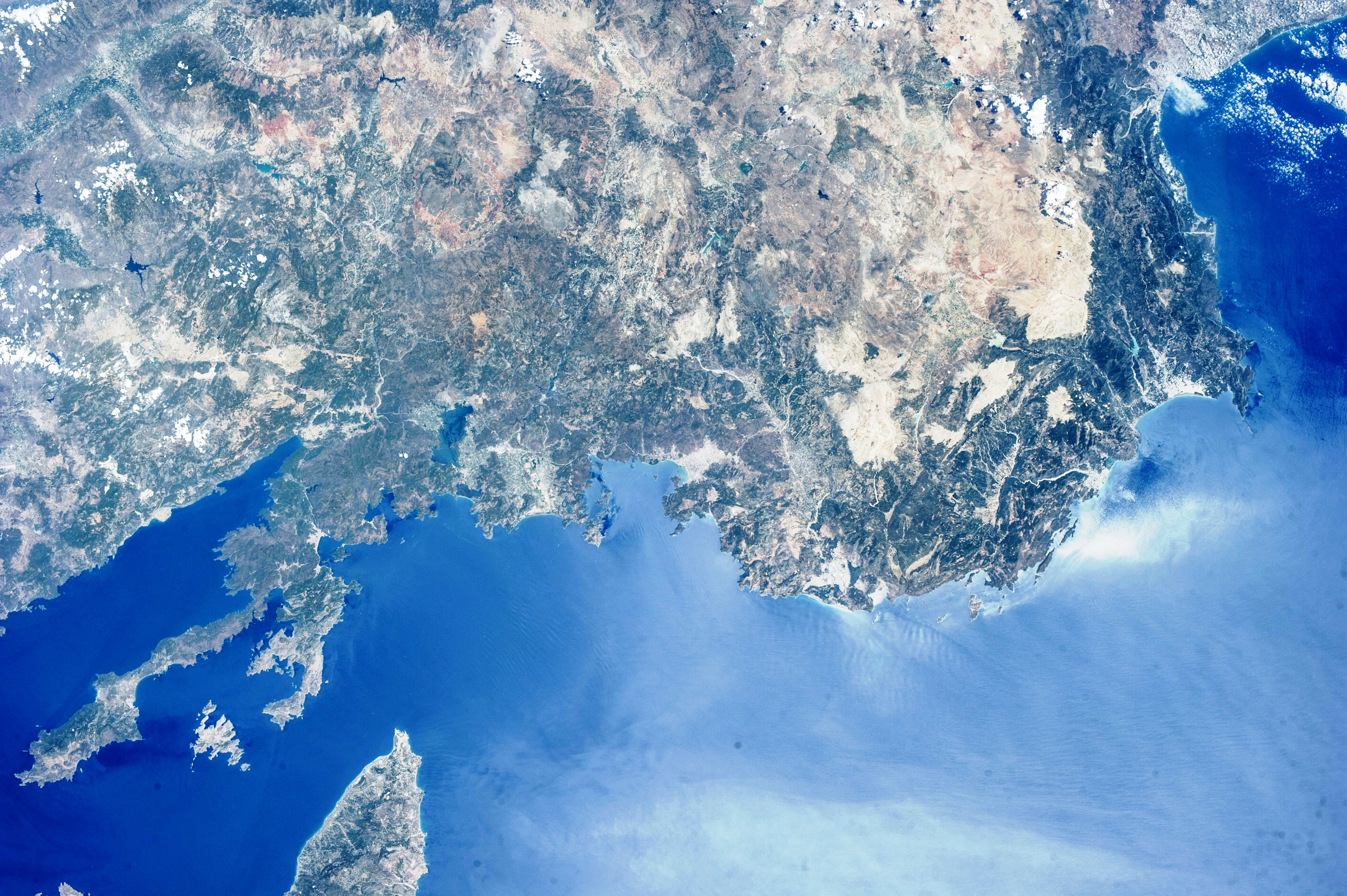
Immagine satellitare della penisola di Teke.

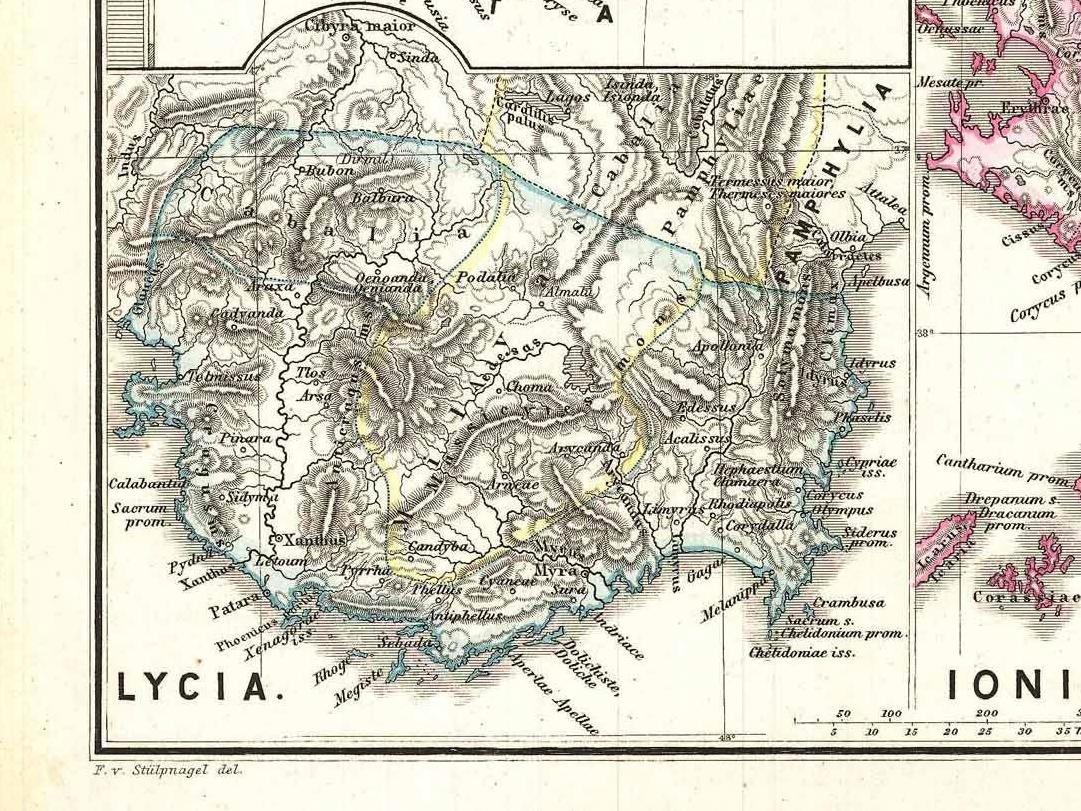
Mappa della penisola di Teke che mostra gli insediamenti dell'antichità.

La Penisola di Teke (in turco Teke Yarımadası), nota anche come regione di Teke (in turco Teke Yöresi), è una penisola situata nel sud-ovest della Turchia tra i golfi di Antalya e Fethiye che si estende nel Mar Mediterraneo. Confina a nord con la regione turca dei laghi.
Nei tempi antichi era conosciuta come Licia. Il suo nome deriva dalla tribù Teke, una tribù turkmena che si stabilì nella regione durante il Sultanato di Rum.
I principali corsi d'acqua della regione sono il torrente Alakır a est e il torrente Eşen a ovest.
Resti di antiche città della regione includono Faselide, Olympos, Aricanda, Myra, Xanthos, Letoon, Patara, Limira. Insediamenti come Kemer, Elmalı, Kumluca, Finike, Demre (ex: Kale), Kaş, Kalkan, Kınık sono importanti anche per il turismo. Nella penisola si trovano il Parco Nazionale del Monte Güllük-Termessos e il Parco Nazionale costiero di Beydağları.